# Lípa v Lesné u pana Hrčína
Lípa v Lesné u pana Hrečína je památný strom v Lesné jihozápadně od Tachova. Přibližně dvěstěpadesátiletá  lípa velkolistá (Tilia platyphyllos) roste na zahradě bývalé místní hospody čp. 90 v nadmořské výšce 660 m. Mohutný přímý kmen má u paty téměř 2 m vysoký otvor do své dutiny. Lípa vysoká 20 m má obvod kmene 565 cm (měření 1998). Strom je chráněn od roku 1981 pro svůj vzrůst.

## Stromy v okolí
- Lípa v Lesné na návsi
- Lesenská lípa
- Bažantovská lípa
- Smrk pod Sklářským vrchem